# Tercera Batalla de Brega
La tercera batalla de Brega es una batalla que forma parte de la guerra de Libia de 2011. Iniciada el día 31 de marzo de 2011, en la ciudad libia de Brega, tras el fracaso de la segunda ofensiva rebelde con el fin de tomar Sirte que conduciría a una segunda contraofensiva de las tropas leales que en ese momento amenazarían Brega.
Tras varios días de lucha, las tropas leales a Muamar el Gadafi vencieron. Las fuerzas rebeldes huyerón hacia Ajdabiya, la última ciudad que puede mostrar resistencia hasta Bengasi.

## Antecedentes
En un principio, los rebeldes avanzaron 300 kilómetros desde Ajdabiya (a sólo 120 kilómetros de Sirte, la ciudad natal de Gadafi). Tras un avance rápido a lo largo de la costa del Golfo de Sidra y una ofensiva previa, los rebeldes lograron hacer retroceder rápidamente a los soldados de Gadafi. Sin embargo, después fueron rodeados en una contraofensiva de los leales a Gadafi. Hacia el 30 de marzo, estuvieron de vuelta en sus posiciones iniciales en Ajdabiya, mientras Brega era retomada por los gadafistas esa noche.

## La batalla

### 31 de marzo
Por la mañana, los rebeldes contraatacaron Brega en un intento de expulsar los leales. El primer ataque duró sólo cinco minutos antes de que los rebeldes se encontraban en un refugio de nuevo después de un ataque de artillería pesada en sus posiciones. Al caer la tarde, fuerzas de la coalición habían bombardeado cerca de los leales Brega. Gracias a los ataques aéreos de la coalición, los rebeldes lograron entrar en Brega. Comenzó un duro combate en las calles entre leales y opositores al régimen de Gadafi. Para el final del día, después de pesados enfrentamientos, las fuerzas militares leales a Gadafi habían repelido el contraataque opositor y se habían hecho con el control de Brega.

### 1 de abril
Las fuerzas rebeldes movilizaron a los luchadores de mayor experiencia y armas más pesadas a la primera línea de batalla, si bien las fuerzas eran todavía considerablemente pobres en armamento y en entrenamiento militar. Por la tarde, un ataque aéreo de coalición atacó a un convoy de opositores que avanzaba en Brega desde Ajdabiya, acabando con la vida de 14 soldados. Además, las tropas gadafistas tendieron una exitosa emboscada a los rebeldes que entraron en el complejo universitario de Brega, donde habían sido posicionados un gran número de soldados leales a Gadafi, provocando varias bajas y la retirada del bando opositor.

### 2 de abril
Temprano por la mañana, los rebeldes lograron abrirse camino a la puerta este de Brega. Tomaron el control de la mayor parte de la ciudad antes de que la artillería de los leales a Gadafi pudiera aniquilarles. A media tarde, los rebeldes se habían retirado de la ciudad y reagrupado en un punto de control al este. Más tarde, esos rebeldes consiguieron entrar en la ciudad otra vez. Sin embargo, un numeroso grupo de gadafistas se escondieron en la universidad y los rebeldes no fueron capaces de llegar al centro de la ciudad.

### 3 de abril
Durante la mañana, los rebeldes trataron de tomar el campus de universidad y atacar el área industrial, pero fueron emboscados. Pasaron sobre minas al borde de la carretera. La operación condujo a la mayor parte de las fuerzas rebeldes a retirarse entre 30 y 35 kilómetros de la ciudad. Algunos rebeldes mejor entrenados siguieron luchando en las afueras cerradas de Brega en escaramuzas y duelos de artillería contra fuerzas gadafistas. Hacia el final del día, la batalla estaba empatada, con rebeldes esperando en el camino al este de la ciudad a más ataques aéreos de la OTAN contra los leales en Brega. Sin embargo, las huelgas militares tuvieron muy poca repercusión sobre las circunstancias. Según aseguraron testigos, un camión de hombres "occidentales" armados había llegado a la primera línea de batalla en Brega al lado de los rebeldes, levantando la posibilidad de que la Coalición pudiera comenzar a ser enviada mediante consejeros militares.